# Grand Parti de Lyon
Le Grand parti de Lyon est un emprunt lancé par Henri II sur la place financière de Lyon en 1555.

## Contexte

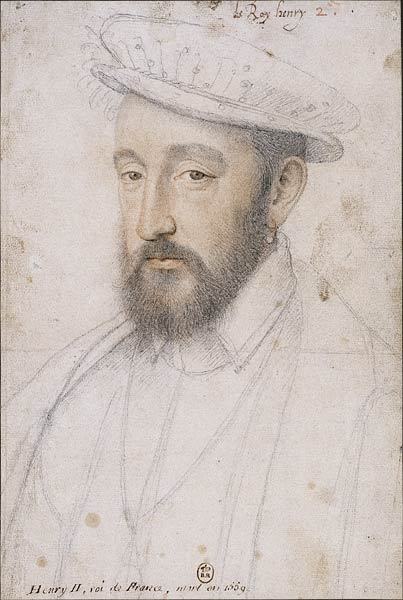
Henri II par François Clouet

Lorsqu'Henri II arrive au pouvoir en 1547, l'endettement public est colossal : il est estimé à 6,9 millions de livres alors que les recettes du Trésor n'atteignent que 7,2 millions de livres. Cette dette est née des énormes besoins financiers nés de la guerre menée par François Ier contre Charles Quint, guerre et dette dont hérite Henri avec la couronne. Traditionnellement, le déficit public est géré avec de la dette à très court terme, par des emprunts à trois mois, dont les Intérêts sont payés et le principal généralement renouvelé à l'échéance. Ces emprunts sont placés chez des particuliers, avec les rentes sur l'Hôtel de Ville de Paris, et chez des banquiers, essentiellement étrangers, présents sur la grande place financière de Lyon. Henri II et ses conseillers décident de lancer un grand emprunt afin de consolider la dette existante à plus long terme et lever de nouveaux fonds.

## Les caractéristiques du Grand Parti de Lyon
Henri II décide de son lancement par lettre patente du 15 mars 1555, complétée par celles du 17 mai et du 1er octobre de la même année.
- Son montant est d'environ deux millions d'écus, dont 75 % correspondent à de la dette existante et 25 % à des nouveaux fonds.
- Il est réservé aux banquiers-marchands de la ville de Lyon et porte un taux d'intérêt annuel de 16 % (en réalité 4 % par trimestre)[1].
- La libération des fonds est effective aux foires de la Toussaint 1554[2] et à celles, postérieures, des Rois, des Pâques et d'Août. La conversion de la dette préexistante, dans le but d'en allonger la durée, est obligatoire.
- La durée de l'emprunt est de onze ans et son remboursement s'effectue en 41 échéances constantes[3] de 5 % du capital.

Des garanties sont attachées à cet emprunt :
- Les échéances sont assignées sur l'ensemble des revenus des recettes générales de Lyon, Toulouse et Montpellier ;
- Les sommes sont remboursées et payées « à la même raison, valeur, pris et alloy... »[4] ;
- Les sommes versées sont insaisissables ;

## La banqueroute
Le caractère novateur de la structure de l'emprunt ne met pas pour autant les souscripteurs à l'abri des aléas économiques, militaires et politiques. Dès 1557, les besoins financiers liés à l'activité militaire sont énormes : il faut financer quatre armées en Italie, une armée dans le nord de la France (celle-là même qui est anéantie à la bataille de Saint-Quentin), et l'expédition victorieuse de Calais.
Par ailleurs, le royaume est touché par une crise monétaire, caractérisée par le surhaussement de l'or et l'afflux de devises étrangères.
Dès le deuxième terme, une partie des fruits des nouveaux contrats de souscription servent à honorer l'échéance. La quatrième et la sixième échéances ne sont que partiellement honorées et le montant de la huitième doit faire l'objet d'une capitalisation totale.
En décembre 1557, une nouvelle lettre-patente supprime le privilège des prêteurs sur les recettes fiscales assignées.
Le neuvième terme fait l'objet d'un acompte de 30 000 écus, qui sera le dernier paiement lié à cet emprunt. À cette date, moins de 10 % du capital emprunté a été remboursé.
Dans les années qui suivent, divers expédients sont employés pour alléger la dette : annulation des créances portées par des banquiers à titre spéculatif, organisation de loterie donnant une probabilité de 36 % de se faire rembourser (l'administration royale annule ainsi 500 000 écus en n'en versant que 180 000)... La place financière de Lyon est ruinée, à tel point qu'en 1567, lorsque Henri III envisage un nouvel emprunt, on ne trouve plus de prêteurs sur cette place.
En 1604, Sully effectue une vérification générale des dettes de l'État et décide une conversion forcée des créances restantes, avec un taux ramené à 4 % et une amputation de 40 % du capital et des intérêts.

## Source
- Roger Doucet, "Le Grand parti de Lyon au XVIe siècle", Revue Historique, Presses universitaires de France, 1933, T. 171, Fasc. 3 , p.473-513 lire en ligne sur le portail Gallica
- L’extraordinaire modernité technique du « Grand Parti de Lyon » de 1555 par Georges Gallais-Hamonno, Directeur-Adjoint du Laboratoire d’Économie d’Orléans, Colloque AFFI, Poitiers (15 mars 2006)